# الصندوق السعودي للتنمية
الصندوق السعودي للتنمية؛ تأسس الصندوق السعودي للتنمية بموجـب مرسوم ملكي بتاريخ الرابع عشر من شعبان عام 1394 هـ الموافق الأول من سبتمبر عام 1974، وبدأ الصندوق أعماله بتاريخ الثامن عشر من صفر عام 1395 هـ الموافق الأول من مارس عام 1975. يعتبر القناة الرئيسية التي تقدم عبرها السعودية مساعداتها الإنمائية. ويهدف الصندوق في المساهمة في تمويل المشاريع الإنمائية في الدول النامية عن طريق منح القروض لتلك الدول، ودعم الصادرات السعودية غير النفطية عن طريق تمويل الصادرات وضمانها. بدأ الصندوق نشاطه برأس مال قدره عشرة مليارات ريال مقدمة من حكومة المملكة العربية السعودية، وتمت زيادته على ثلاث مراحل ليصبح واحد وثلاثين مليار ريال سعودي. يرتبط الصندوق بمجلس الشؤون الاقتصادية والتنمية.

## النشاط
ينشط الصندوق في مجالين رئيسيين هما:
1. تمويل المشروعات الإنمائية: وتتم من خلال مساهمة الصندوق في تقديم قروض ميسرة، ونشاطه غير محدد من الناحية الجغرافية، وهو يتعامل مباشرة مع حكومات الدول النامية للمساهمة في تمويل المشاريع الإنمائية ذات الأولوية، ويعطي الصندوق الأولوية في التمويل للدول الأقل نموا وذات الدخل المنخفض.
2. تمويل وضمان الصادرات: وقد أقر مجلس الوزراء السعودي عام 1419 هـ الموافق 1999 في قيام الصندوق بمهمة تمويل وضمان الصادرات السعودية غير النفطية.

## شروط التمويل

### تمويل المشروعات الانمائية
يمول الصندوق السعودي للتنمية المشاريع الإنمائية وفق شروط محددة، أن يثبت للصندوق الجدوى الاقتصادية والاجتماعية للمشروع المطلوب تمويله في البلد المقترض، وعلى أن يتم دفع مبلغ القرض وسداده بالريال السعودي، ولا يتجاوز مبلغ القرض لأي مشروع نسبة 5% من رأس مال الصندوق، ونسبة 50% من تكلفته الإجمالية. كما يشترط أن لا يتجاوز إجمالي القروض لبلد ما في آن واحد ما نسبته 10% من رأس مال الصندوق، وأن يتوفر التمويل لكامل المشروع المطلوب تقديم القرض لتمويله.

### تمويل الصادرات
يمول الصندوق السعودي للتنمية الصادرات شرط أن تكون منتجات الصناعات التحويلية الثانوية في قطاع النفط، والسلع الصناعية والزراعية، إضافة للصادرات من الخدمات والمشاريع، ويجب أن تعادل القيمة المضافة المحلية للسلع والخدمات المراد تصديرها 25%  كحد أدنى.
وتتراوح فترات تمويل الصادرات بين سنة و 12 سنة، وقد تصل نسبة التمويل إلى 100% من عملية التصدير، وذلك وفق نوع الصادرات وطبيعة العملية والمخاطر التجارية والسياسية المترتبة، وتبلغ نسبة التغطية لخدمة تأمين وضمان الصادرات 90% من قيمة الصادرات غير المسددة. ويعتمد في التمويل على الريال السعودي أو الدولار الأمريكي.

## قطاعات التمويل
يمثل قطاع النقل والاتصالات أعلى نسبة بين القطاعات التي يمولها المشروع بنسبة 30.43% وإجمالي 16754.26 مليون ريال، يليه قطاع البنية الاجتماعية بنسبة 27.74% ومبلغ 15271.96 مليون ريال، ثم قطاع الطاقة بنسبة 20.32% بإجمالي 11183.67 مليون ريال، ثم قطاع الزراعة ممثلا 13.65% وقيمة 7511.85 مليون ريال، وتشكل القطاعات الأخرى نسبة 4.33% من تمويل الصندوق بقيمة 2383.60 مليون ريال، وأخيرا قطاع الصناعة والتعدين الذي يشغل نسبة 3.53% وتبلغ قيمة تمويل الصندوق له 1942.60 مليون ريال.

## الدول والمشاريع الممولة
يبلغ عدد الدول التي يمولها الصندوق 82 دولة، يصل عدد المشاريع فيها إلى 687 مشروع، وينفرد جنوب قارة آسيا لوحده بأكبر عدد من المشاريع الممولة بواقع 173 مشروع تبلغ قيمتها 18459.89 مليون ريال سعودي، وأعلى قيمة لتمويل المشاريع توجد في شمال القارة الأفريقية بواقع 20117.07 مليون ريال موزعة على 123 مشروع.                                                      
وفي غرب القارة الأفريقية يمول الصندوق 164 مشروع بقيمة 8437.96 مليون ريال، أما في شرق القارة وصل عدد المشاريع إلى 98 مشروع بما قيمته 5292.33 مليون ريال، وفي وسطها بلغت قيمة المشاريع 1123.21 مليون ريال شملت 19 مشروع، إلى جانب 9 مشاريع في جنوب القارة بقيمة 208.3 مليون ريال. وخلال الشهر نوفمبر 2023 أعلن ولي العهد عن إطلاق مبادرة خادم الحرمين الشريفين الإنمائية في أفريقيا عبر تدشين مشروعات وبرامج إنمائية في القارة بقيمة تتجاوز مليار دولار على مدى 10 سنوات.
كما يمول الصندوق 55 مشروع وسط قارة آسيا تصل قيمتها إلى 4032.8 مليون ريال، وفي شرقها يساهم المشروع بـ 3594.43 مليون ريال في 36 مشروع. ويبلغ عدد المشاريع الممولة في أوروبا الجنوبية 11 مشروع بقيمة 794.85 مليون ريال، وفي أوروبا الشرقية مشروع واحد تبلغ مساهمة الصندوق فيه 60.0 مليون ريال. إضافة إلى مشروع واحد في أمريكا اللاتينية تبلغ قيمته 17.4 مليون ريال.